# Menzion Burn
Menzion Burn är ett vattendrag i Storbritannien.   Det ligger i riksdelen Skottland, i den centrala delen av landet, 500 km nordväst om huvudstaden London.